# Artéria sacral mediana
A artéria sacral mediana ou artéria sagrada média é ramo ímpar da aorta abdominal.
Dá origem a ramos que se anastomosam com as as artérias sacrais laterais. Também origina ramos posteriores ao reto que se anastomosam com as artérias retal superior e média.